# Rede de Bambu
O termo "Rede de Bambu", ou Comunidade chinesa, é um termo utilizado para conceituar ligações entre certos negócios operados por chineses  no Sudeste Asiático. Ele vincula a comunidade chinesa do Sudeste Asiático (Malásia, Indonésia, Tailândia, Vietnã, Filipinas e Singapura) com as economias da grande China (China continental, Hong Kong, Macau e Taiwan). No exterior, as empresas chinesas têm um papel de destaque no setor privado do Sudeste da Ásia e são normalmente geridos como empresas familiares, com a centralização da burocracia.

## Estrutura
As empresas chinesas no Sudeste da Ásia são, geralmente, de propriedade familiar e gerenciados através de uma burocracia centralizada. Estas empresas normalmente são médias empresas, em vez de grandes conglomerados, como aqueles dominante no Japão. O comércio e o financiamento é guiado por laços familiares e as relações pessoais têm prioridade sobre relações formais. Isso promove a comunicação comercial e uma mais rápida transferência de capital em uma região onde o regulamento financeiro e o estado de direito continuam subdesenvolvidos. Essas relações são baseadas no conceito de guanxi, o termo Chinês para o cultivo de relações pessoais.
Muito da atividade da Rede de Bambu está centrada nas principais cidades da região, tais como Jacarta, Singapura, Bangkok, Kuala Lumpur, Cidade de Ho Chi Minh e Manila.

## História
As origens da Rede de Bambu pode ser rastreada até o século XVI, quando os imigrantes chineses do Sul da China estabeleceram-se na Indonésia, Tailândia e outros países do Sudeste Asiático. Eles fundaram pelo menos uma república que serviu de estado tributário da Dinastia Qing — a República Lanfang, que durou de 1777 a 1884. Populações chinesas na região, viveram um rápido crescimento após a vitória do Partido Comunista da China na Guerra Civil Chinesa, em 1949, que obrigou a muitos refugiados emigrarem para fora da China. A Rede de Bambu tem sido fortemente influenciado pelo Confucionismo, uma filosofia elaborada por Confúcio no século V a.C., que promove a piedade filial e o pragmatismo.

### Crise financeira Asiática de 1997
Os governos afetados pela crise financeira Asiática de 1997 introduziram leis que regulavam o comércio interno, o que enfraqueceu a influência da Rede de Bambu. Após a crise, as relações comerciais foram mais frequentemente com base em contratos, em vez de a confiança e os tradicionais laços de família da Rede de Bambu.

### Século XXI
Com as reforma econômica chinesa iniciadas por Deng Xiaoping, durante a década de 1980, empresas de propriedade de chineses emigrantes começaram a desenvolver laços com empresas sediadas na China continental. As empresas da Rede de Bambu investiram pesadamente na China, influenciado por afinidades culturais e linguísticas. A transformação da China em potência económica global no século XXI, levou a uma inversão nessa relação. Buscando reduzir sua dependência dos Títulos do Tesouro dos Estados Unidos, o governo Chinês passou a focar a investimentos estrangeiros. O protecionismo dos Estados Unidos fez com que fosse difícil para as empresas chinesas para adquirirem ativos americanos, reforçando o papel da Rede de Bambu como um dos principais destinatários dos investimentos chineses.